# Mini ERO
Mini ERO — хорватский пистолет-пулемёт кустарного производства, собиравшийся в Загребе. Уменьшенный вариант пистолета-пулемёта ERO, созданного на основе израильского пистолета-пулемёта Micro Uzi. Отличается складным плечевым упором с  позаимствованной у MAC-10 конструкцией затыльника.